# Фаррель, Эдельмиро Хулиан
Эдельми́ро Хулиа́н Фарре́ль Плауль (исп. Edelmiro Julián Farrell Plaul, 12 февраля 1887, Ланус — 31 октября 1980, Буэнос-Айрес) — аргентинский военный, который фактически занимал должность президента Аргентины в 1944—1946 годах.

## Биография
Родился 12 февраля 1887 года в Вилья-де-лос-Индустриалес, муниципалитета Ланус, Авельянеда, провинция Буэнос-Айрес, и был десятым сыном Хуана Фарреля (род. 1846) и Каталины Плауль (1852—1917). Его дед, Мэттью Фаррелл, скончавшийся в 1860 году, был выходцем из Ирландии, из графства Лонгфорд, эмигрировавшим в Аргентину и женившимся на местной жительнице Монике Ибаньес.
В 1905 году Эдельмиро Хулиан Фаррель поступил на службу в армию Аргентины. В 1907 году он окончил Военный колледж в чине младшего лейтенанта пехоты, продолжил обучение в Высшей военной школе и был приписан к Генеральному штабу.
Большая часть его военной службы прошла в гарнизоне города Мендоса, где он командовал подразделением горных егерей. В 1924 году Фаррель прошёл стажировку в Италии в частях альпийских горных стрелков, в 1927 году получил звание подполковника, в 1931 году — полковника. В 1941 году полковник Фаррель был назначен начальником Военной школы альпинизма, был награждён медалью «Золотой Кондор» и вскоре получил звание генерал-майора. Он принял активное участие в перевороте 4 июня 1943 года, стал военным министром, а после смерти вице-президента Сабы Суейро, последовавшей 15 октября 1943 года, занял его пост. В феврале 1944 года после очередного переворота, Эдельмиро Хулиан Фаррель был назначен президентом и принёс присягу 12 марта того же года. Однако он вскоре проиграл в политической борьбе полковнику Хуану Доминго Перону и был вынужден передать ему власть после проведения президентских выборов. В 1947 году Фаррель вышел в отставку из армии, поселился в родных местах и активно участвовал в общественной жизни муниципалитета Ланус. Последние годы жизни он провёл в Буэнос-Айресе, где проживал в жилом комплексе «Кавана» на площади Сан-Мартина.
Скончался 31 октября 1980 года, похоронен на кладбище Ла-Чакарита.